# Francesco Saverio Altamura
Francesco Saverio Altamura (Foggia, 5 agosto 1822 – Napoli, 5 gennaio 1897) è stato un pittore, scrittore e patriota italiano.

## Biografia
Nacque da Sofia Perifano, la cui famiglia fu di origine greca, e da Raffaele Altamura a Foggia, dove passò l'infanzia fra passeggiate nel Tavoliere e racconti di suo zio materno, Casimiro Perifano, sui personaggi del passato di quei luoghi come Diomede, Federico II e Manfredi. Presto si trasferì a Napoli dove aveva studiato presso gli Scolopi, inizialmente per frequentare la facoltà di medicina. Seguiva tuttavia anche i corsi serali dell'Accademia di Belle Arti, dove conobbe Domenico Morelli, che lo convinse a dedicarsi alla pittura. Frequentò quindi il pittore Michele De Napoli.
Appassionato di soggetti storici, nel 1847 si recò a Roma, dopo aver vinto un concorso per il pensionato artistico. Nel 1848 combatté sulle barricate di Santa Brigida. Condannato a morte in contumacia per le sue attività di cospirazione contro i Borboni, fuggì prima a L'Aquila nel 1848, poi a Firenze nel 1850, dove entrò in contatto con il circolo artistico che si raccoglieva nel Caffè Michelangelo e nel 1850 presentò l'opera L'arrivo dell'esule in terra straniera alla prima Promotrice di Genova, seguita da tre opere alla Promotrice di Firenze nel 1851. Nel 1855 si recò, insieme a Domenico Morelli e Serafino De Tivoli, all'Esposizione universale di Parigi, riportando a Firenze le nuove tendenze che contribuirono alla nascita della corrente pittorica dei Macchiaioli, ma egli stesso non abbandonò i soggetti storici. Già nel 1854 aveva avviato i suoi primi studi all’aria aperta ( en plein air allorché, insieme a Serafino De Tivoli e Lorenzo Gelati, dipinse nella campagna senese, prendendo parte alla Scuola di Staggia. Durante il sodalizio con i macchiaioli dipinse alcuni studi di paesaggio.
Nel 1860 ritornò a Napoli, combattendo con le armate garibaldine. Proseguì anche in seguito l'attività politica: fu consigliere comunale a Napoli e a Firenze e rivestì cariche di governo con Bettino Ricasoli.

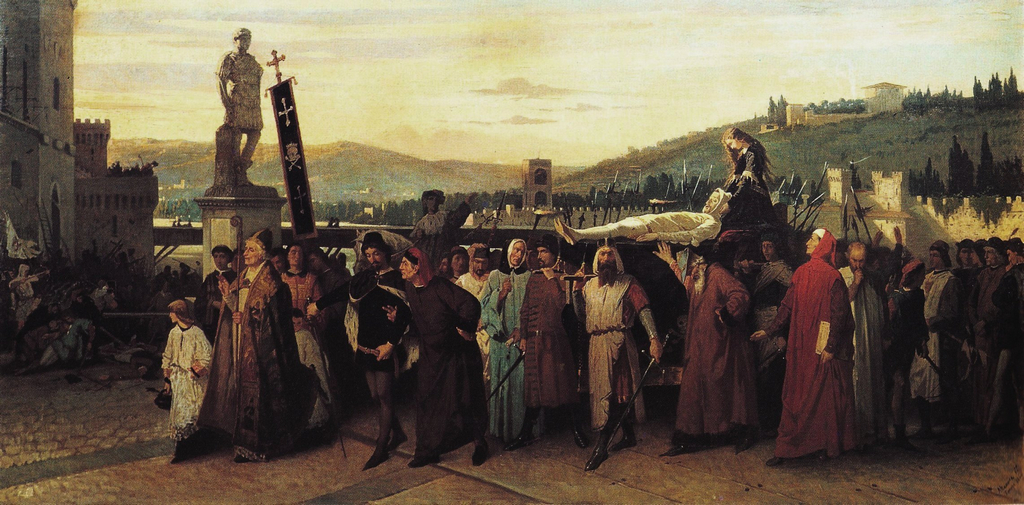
I funerali di Buondelmonte

Nel 1861 espose alla "Prima esposizione nazionale" di Firenze I funerali di Buondelmonte, commissionatogli dal banchiere Vonwiller, che venne molto discusso. Nel 1865 fu incaricato di affrescare la cappella del Palazzo Reale di Napoli. Si stabilì definitivamente a Napoli nel 1867 e continuò a produrre quadri, presentati in varie esposizioni.
Negli anni settanta e ottanta ritornò a trattare soggetti storico-letterari. Negli ultimi anni di vita l’artista riallacciò i legami con la Puglia ed alla Mostra del Lavoro, organizzata a Trani, espose 5 opere.
Fra le varie commissioni ricevute, nel 1892 dipinse per la restaurata chiesa parrocchiale di Castrignano de' Greci (LE) cinque pale d'altare e quattro tondi.
Contribuì alla nascita della pinacoteca nel Museo di Capodimonte.
Sposò la pittrice greca Elena Bùkaras, che gli diede tre figli, ma che in seguito abbandonò per un'altra pittrice greca Eleni Sionti, ed ebbe infine per compagna la pittrice Jane Benham Hay. Da questa lunga relazione nacque a Firenze suo figlio Bernardo Hay, che divenne pittore e che mantenne il cognome del marito di Jane Benham.
Due dei figli avuti dalla moglie Elena Bùkaras, Giovanni e Alessandro, seguirono le sue orme. 

## Omaggi
Nel 1901 gli fu eretto un monumento nella città natale di Foggia, 
la quale gli ha intitolato anche una via e l’ istituto tecnico tecnologico.
A Roma nella frazione di Acilia, é presente una strada intitolata al pittore, ed anche a Milano nelle adiacenze del convento San Francesco dei cappuccini, così come in molte altre città come Bari, Firenze e Napoli.

## Opere principali[1]

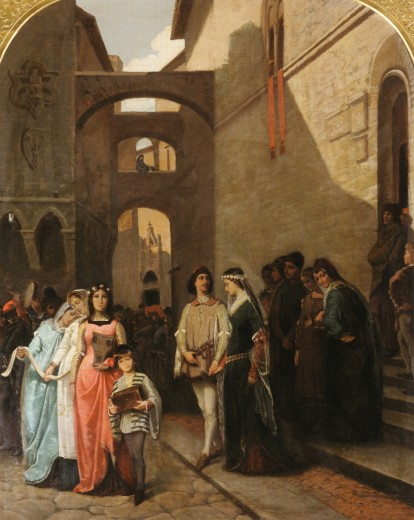
Le nozze di Buondelmonte

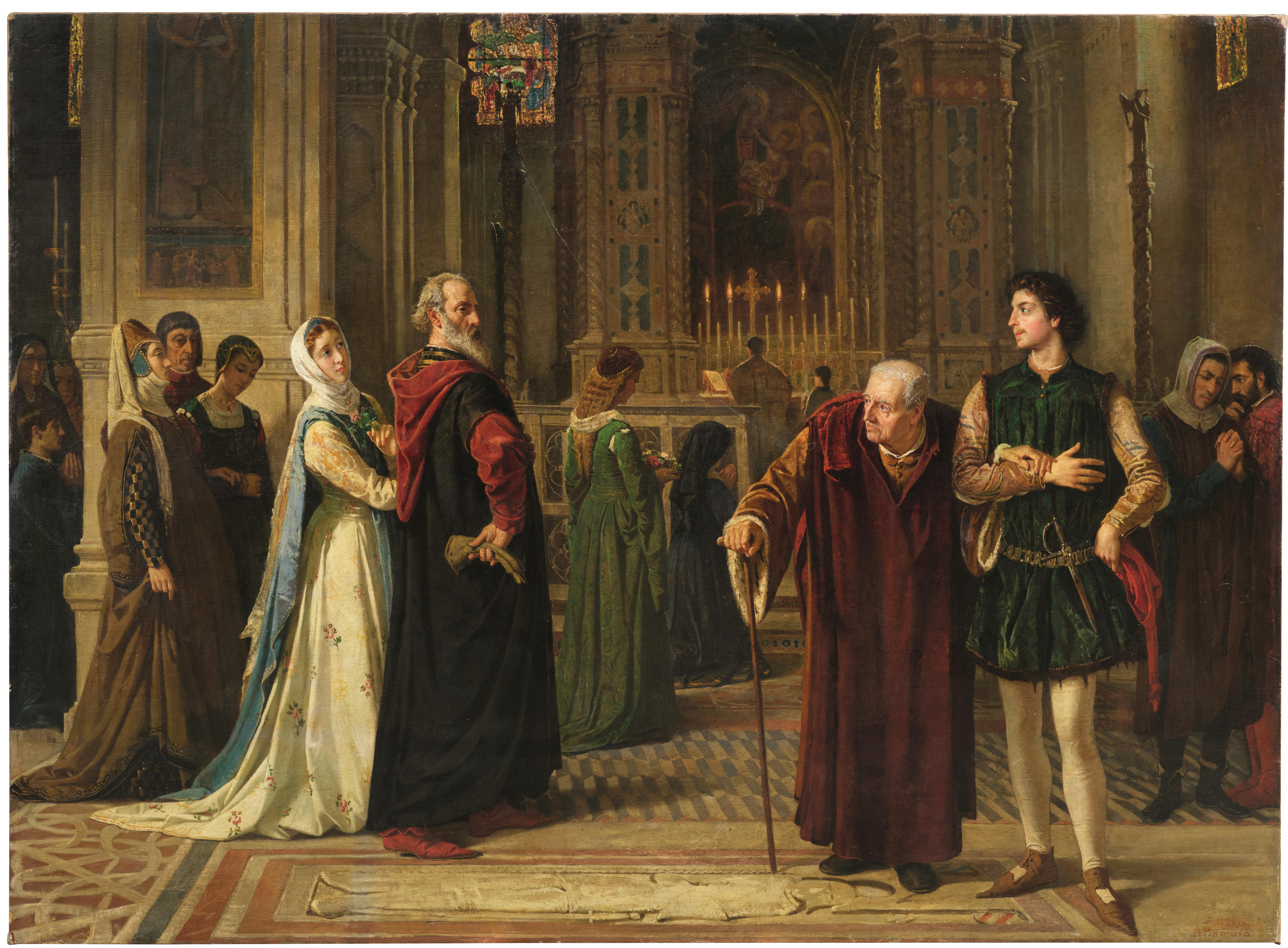
Odi vecchi, amori nuovi

- L'angelo che appare a Goffredo dall'Oriente più lucente del sole (1847, olio su tela, 94,5x121 cm, primo premio al concorso per il Pensionato, Galleria dell'Accademia di Napoli)[10].
- La morte di un crociato (1848, Pinacoteca comunale di Foggia).
- Mario vincitore dei Cimbri (1859, in due versioni).
- La prima bandiera italiana portata a Firenze nel 1859, Museo del Risorgimento, Torino.
- Il Lavoro (1860-1861, Provincia di Napoli).
- Ritratto di Carlo Troya, Galleria d'arte moderna (Firenze), Palazzo Pitti.
- I funerali di Buondelmonte (1860, Galleria nazionale d'arte moderna e contemporanea, Roma), Insieme a Le nozze. (collezione della Cassa di risparmio di Puglia, a Bari) e a La tradita (forse perduto), rappresenta una trilogia sulla nascita della rivalità tra guelfi e ghibellini.
- Odi vecchi, amori nuovi (1864).
- Madonna morta e Madonna in gloria (1865, affreschi nella cappella del Palazzo reale di Napoli).
- Una croce sul Vomero (1869, Museo di Capodimonte, Napoli).
- Le roi s'amuse (1879, Museo di Capodimonte, Napoli), ispirato da Victor Hugo.
- Excelsior (1880, Museo civico di Torino), ispirato da una poesia di Henry Wadsworth Longfellow.
- San Giuseppe con il Bambino e la Vergine (1882, Chiesa di Santa Maria ad Ogni Bene dei Sette Dolori, Napoli)
- Acte sorprende Nerone (1883).
- Dulce propatria mori (1883).
- Annunciazione, Sacro Cuore, Sant'Antonio, San Rocco, Assunta, San Biagio, San Luigi, San Francesco e Santa Chiara.
- Sacra Famiglia (1893, Pala d'altare per la cappella dell'Istituto delle Suore Marcelline, Lecce).
- Pietà (1894, cappella Frassaniti al cimitero di Squinzano, LE).
- Dove si nasconde l'amore per l'arte.
- Ritratto della nipote Sofia.
- Nelson che firma la capitolazione.

## Scritti
Vita e Arte, autobiografia pubblicata nel 1896.

## Tavole realizzate perUsi e costumi di Napoli e contorni descritti e dipinti[11]

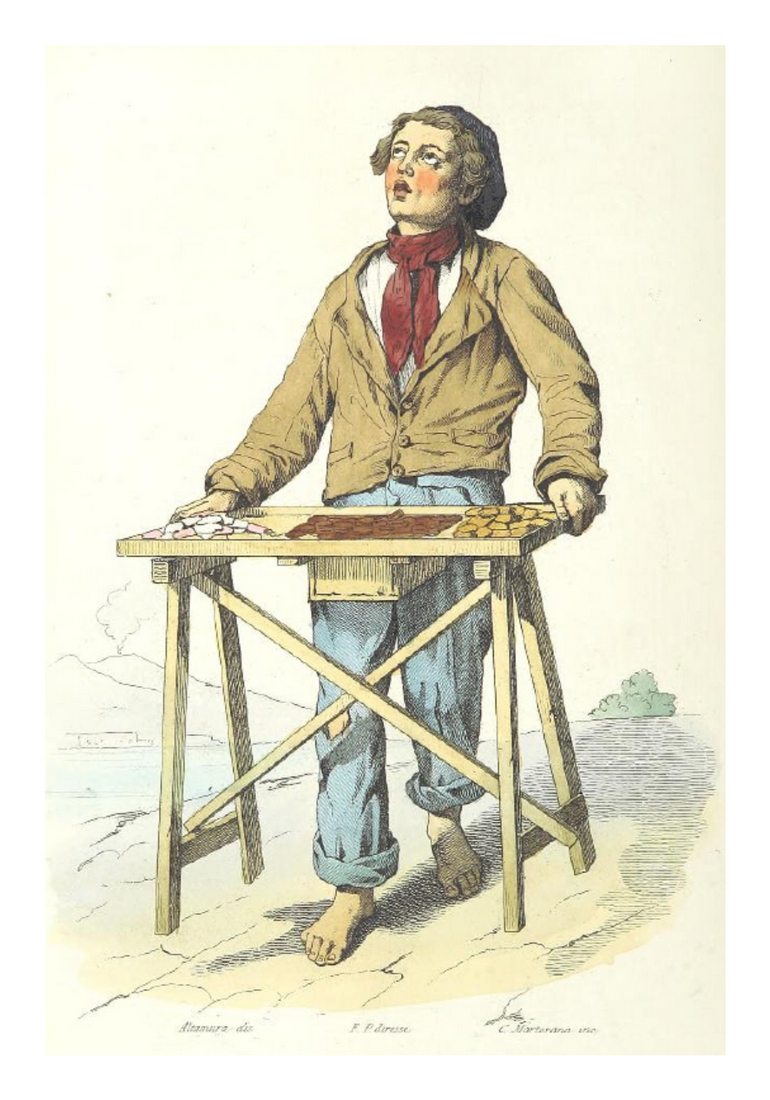
Franfelliccaro, 1853, Altamura dis., F. P. diresse, C. Martorana inc., vol.1, p. 070
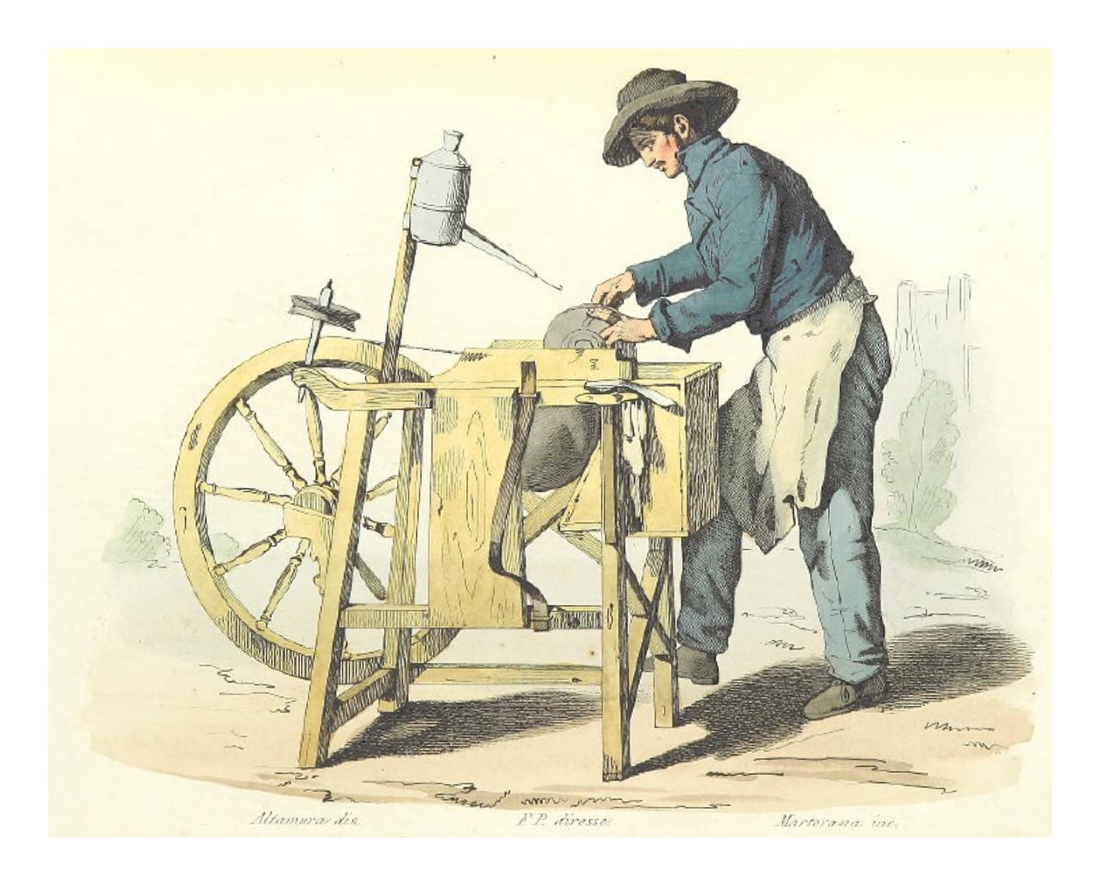
Arrotino, 1853 Altamura dis., F. P. diresse, Martorana inc., vol.1, p. 136